# Samoa Airways
Samoa Airways, bis zum 14. November 2017 Polynesian Airlines, ist die nationale Fluggesellschaft Samoas mit Sitz in Apia und Basis auf dem Flughafen Faleolo.

## Geschichte

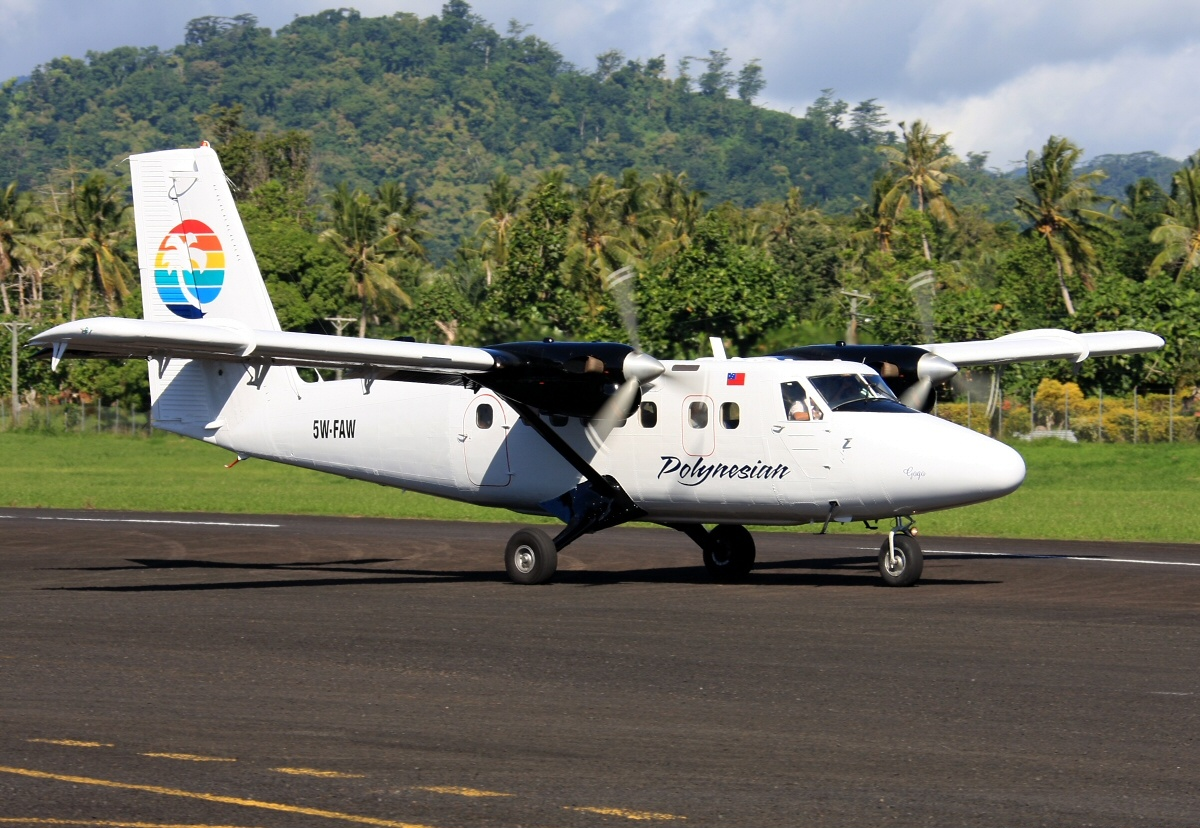
De Havilland Canada DHC-6-300 Twin Otter der Polynesian Airlines

Das Unternehmen wurde im Frühjahr 1959 unter dem Namen Polynesian Airlines von dem australischen Geschäftsmann und Piloten Sir Reginald R. Barnewall in Apia gegründet. Zu dieser Zeit stand Westsamoa noch unter neuseeländischer Verwaltung, wodurch die Gesellschaft zunächst ein neuseeländisches Air Operator Certificate besaß. Barnewall überführte eine langfristig geleaste Percival Prince aus Australien nach Apia, die dort am 12. Juli 1959 eintraf und das neuseeländische Kennzeichen ZK-BMQ erhielt. Zunächst wurde die Maschine für gelegentliche Charterdienste genutzt. Am 7. März 1960 eröffnete Polynesian Airlines ihre erste Linienverbindung zwischen Apia-Faleolo und Pago Pago (Amerikanisch-Samoa), wo Pan American World Airways internationale Anschlussflüge nach Neuseeland und Hawaii anbot. Der Flugbetrieb musste am 3. Dezember 1960 vorübergehend eingestellt werden, nachdem die Percival Prince bei einem Landeunfall irreparabel beschädigt worden war. Als Ersatz erwarb Polynesian Airlines noch im selben Monat zwei baugleiche Maschinen in Tanganjika, mit denen sie den Linienverkehr zwischen Apia-Faleolo und Pago Pago im April 1961 wieder aufnahm.
Die Gesellschaft ersetzte ihre beiden Percival Prince am 18. Juni 1963 durch eine Douglas DC-3, die weiterhin auf der Route nach Pago Pago sowie auf neuen wöchentlichen Linienflügen nach Aitutaki und Rarotonga (Cookinseln) sowie einer vierzehntäglichen Verbindung nach Nadi (Fidschi) zum Einsatz kam. Im Sommer 1968 beschäftigte die Gesellschaft 50 Mitarbeiter und flog mit zwei Douglas DC-3 sowie einer Douglas DC-4 planmäßig Nadi, Pago Pago, Fuaʻamotu (Tonga) und die Wallis-Inseln an. Die Regierung Samoas erwarb im März 1972 eine Mehrheitsbeteiligung in Höhe von 51 Prozent und beauftragte danach die fidschianische Air Pacific, welche 10 Prozent der Gesellschaftsanteile besaß, mit der Unternehmensleitung. Die Flotte bestand zu dieser Zeit aus einer Douglas DC-3 und einer Hawker-Siddeley HS 748. Zur Ausmusterung der Douglas DC-3 übernahm Polynesian Airlines am 27. November 1972 eine weitere Hawker-Siddeley HS 748. Noch im selben Jahr erhöhte die Regierung Samoas ihre Beteiligung auf 70 Prozent. Die restlichen Gesellschaftsanteile wurden Anfang 1973 zu je 10 Prozent von Air New Zealand, Air Pacific und Privatinvestoren gehalten.
Im November 1977 nahm Polynesian Airlines mit einer von der neuseeländischen NAC im Wetlease gemieteten Boeing 737-200 Liniendienste zwischen Apia-Faleolo und Auckland (Neuseeland) auf.
Gleichzeitig flog sie international auch Fuaʻamotu, Nadi, Niue und Pago Pago an. Durch den Aufkauf des privaten Lufttaxiunternehmens Air Samoa, das im Jahr 1978 mit Polynesian Airlines fusioniert wurde, konnten Ende 1977 nationale Verbindungen zwischen den Inseln Upolu und Savaiʻi eingerichtet werden. Neben der geleasten Boeing 737 und den zwei eigenen Hawker-Siddeley HS 748 bestand die damalige Flotte aus je einer von Air Samoa betriebenen Britten-Norman BN-2 Islander und Cessna 172. Als erstes eigenes Strahlflugzeug wurde am 31. März 1981 eine werksneue Boeing 737-200 an das Unternehmen ausgeliefert. Im Folgejahr ging Polynesian Airlines eine fünfjährige Kooperation mit Ansett Australia ein, welcher gleichzeitig die Leitung des Staatsunternehmens übertragen wurde. Die Zusammenarbeit mit Ansett Australia, die zu dieser Zeit auch Air Vanuatu managte, führte zur Aufnahme von Linienflügen von Apia-Faleolo über Port Vila (Vanuatu) nach Sydney (Australien). Auf dieser Verbindung kam eine zusätzlich im Wetlease gemietete Boeing 737-200 der australischen Gesellschaft zum Einsatz. Die zur Ansett-Gruppe gehörende Bodas Limited erwarb in den frühen 1980er Jahren die bislang von Air Pacific, Air New Zealand und den Privatinvestoren gehaltenen Beteiligungen in Höhe von 30 Prozent. Im Frühjahr 1987 wurde die Kooperation mit Ansett Australia verlängert und eine Boeing 727-200 langfristig an Polynesian Airlines verleast, mit der sie eine neue Verbindung nach Tahiti (Französisch-Polynesien) eröffnete. Daneben wurden international weiterhin Auckland, Fuaʻamotu, Nadi, Pago Pago, Rarotonga und Sydney angeflogen.
Die Ansett-Gruppe beendete Anfang 1992 die Zusammenarbeit mit der Gesellschaft. Ihre 30%ige Beteiligung erwarb die Regierung Samoas, wodurch Polynesian Airlines zu einem reinen Staatsunternehmen wurde. Um die von Ansett bereitgestellte Boeing 727 zu ersetzen, leaste die Gesellschaft ab April 1992 eine Boeing 737-300; eine weitere folgte im September 1992. Für eine neue Linienverbindung von Apia-Faleolo über Honolulu (Hawaii) nach Los Angeles wurden ab Mai 1993 nacheinander je eine Boeing 767-200ER von Air New Zealand und Air Canada sowie ab August 1993 langfristig eine Boeing 767-300ER von Air Canada im Wetlease gemietet. Mangels Auslastung gab Polynesian Airlines diese Verbindung im Jahr 1995 wieder auf. Anfang 1996 bestand die Flotte des Unternehmens aus einer Boeing 737-300, einer Britten-Norman BN-2 Islander und zwei De Havilland Canada DHC-6-300. Als Ersatz für die Boeing 737-300 wurde im November 2000 die erste Boeing 737-800 übernommen. Eine zweite Maschine dieses Typs folgte im September 2001.
Am 30. Oktober 2005 gründete die Republik Samoa in Kooperation mit der australischen Virgin Blue Airlines die virtuelle Gesellschaft Polynesian Blue in Form eines Jointventures. Gleichzeitig musste Polynesian Airlines ihre Linienstrecken nach Australien und Neuseeland an dieses virtuelle Unternehmen abtreten, dessen Flugbetrieb von der neuseeländischen Pacific Blue Airlines durchgeführt wurde. Anschließend beflog Polynesian Airlines nur noch nationale Strecken sowie internationale Verbindungen ins benachbarte Amerikanisch-Samoa.
Im Herbst 2017 beendete die Republik Samoa die Zusammenarbeit mit der virtuellen Gesellschaft Virgin Samoa, die im Jahr 2010 durch die Umfirmierung von Polynesian Blue entstanden war. Virgin Samoa stellte den Flugbetrieb im November 2017 ein. Gleichzeitig wurde Polynesian Airlines in Samoa Airways umbenannt sowie mit der Übernahme der internationalen Linienflüge nach Australien und Neuseeland beauftragt. Sie mietete hierzu im selben Monat eine Boeing 737-800 der italienischen Fluggesellschaft Neos im Wetlease an. Das Flugzeug sollte Ende März 2019 durch eine von Fiji Airways geleaste werksneue Boeing 737 MAX 9 ersetzt werden, die aber aufgrund eines unfallbedingten Betriebsverbots nicht verfügbar war. Samoa Airways mietete daher im April 2019 übergangsweise eine Boeing 737-800 der indonesischen Malindo Air.

## Flugziele
Samoa Airways unterhält von Apia-Faleolo ausgehende internationale Linienverbindungen nach Auckland (Neuseeland) und Sydney (Australien). Daneben wird Pago Pago in Amerikanisch-Samoa ausgehend von Apia-Fagali'i angeflogen.

## Flotte

### Aktuelle Flotte
Mit Stand von 9. Juli 2022 hat die Fluggesellschaft keine Flugzeuge.

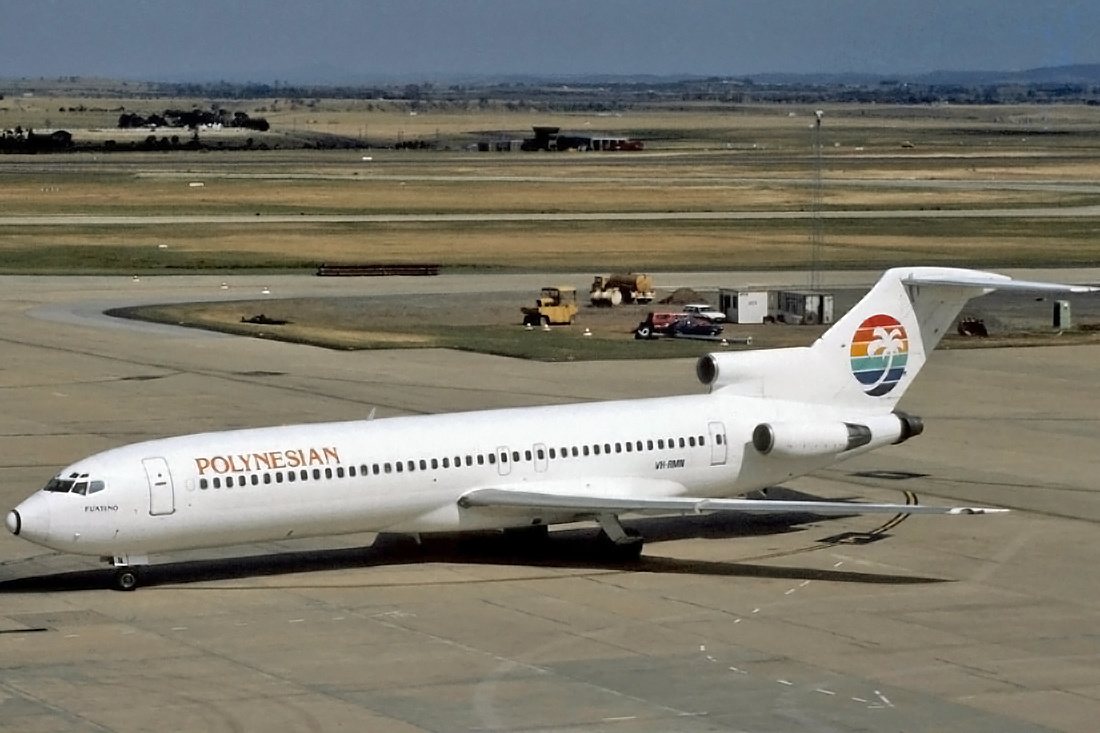
Boeing 727-200 der Polynesian Airlines im Jahr 1988

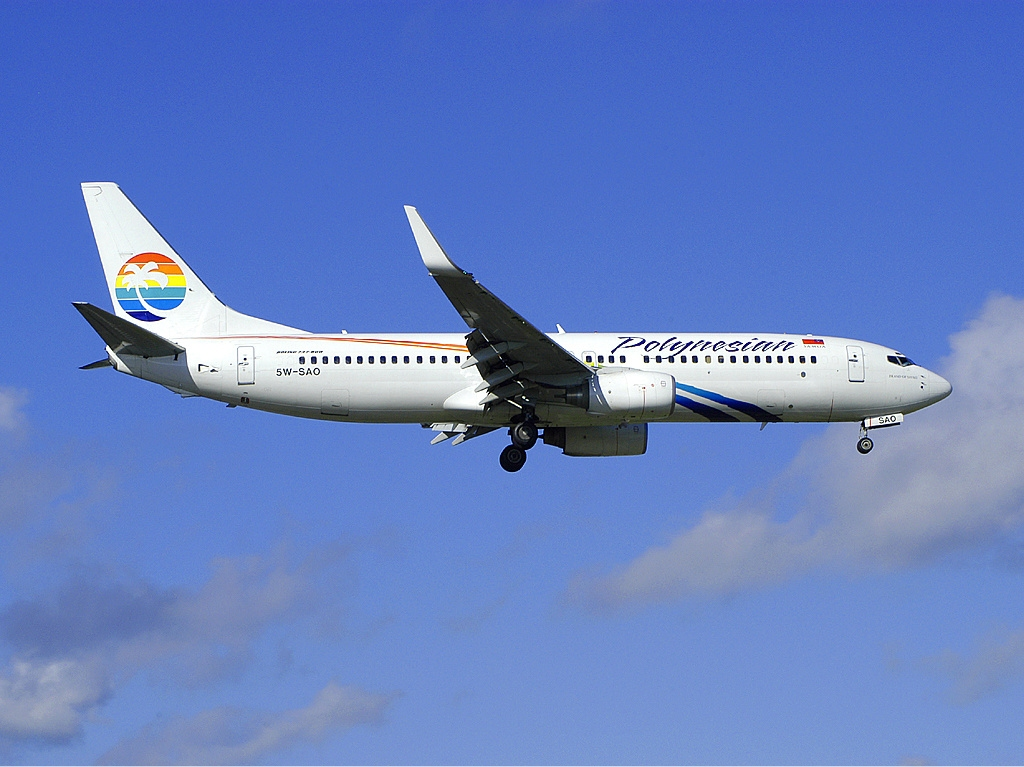
Boeing 737-800 der Polynesian Airlines im Jahr 2003

### Ehemalige Flugzeugtypen
In der Vergangenheit hat die Gesellschaft folgende Flugzeugtypen betrieben:
- Boeing 727-200 (von 1987 bis 1992)
- Boeing 737-200 (von 1978 bis 1987)
- Boeing 737-300 (von 1992 bis 2000)
- Boeing 737-800 (von 2000 bis 2005 sowie erneut ab 2017 bis 2022)[26]
- Boeing 767-200ER (1993)
- Boeing 767-300ER (1993 bis 1995)
- Britten-Norman BN-2 Islander (1977 bis 2011)
- Cessna 172 (1977 bis 1982)
- De Havilland Canada DHC-6-300/-320 Twin Otter
- De Havilland Canada DHC-8-100 (2004 bis 2007)
- Douglas DC-3 (1963 bis 1972)
- Douglas DC-4 (1968 bis 1972)
- GAF Nomad (1981 bis 1986)
- Hawker-Siddeley HS 748 (1972 bis 1982)
- Percival Prince (1959 bis 1963)

## Zwischenfälle
- Am 3. Dezember 1960 musste eine Percival Prince (Luftfahrzeugkennzeichen: ZK-BMQ) als Totalverlust abgeschrieben werden. Ein Reifenschaden hatte dazu geführt, dass das rechte Fahrwerk bei der Landung in Apia-Faleolo brach. Das Flugzeug kam seitlich von der Piste ab und rutschte in einen parallel verlaufenden Entwässerungskanal. Alle Insassen blieben unverletzt.[1]

- Am 11. Mai 1966 stürzte eine Douglas DC-3/R4D-5 der Polynesian Airlines (5W-FAB) zwischen den Inseln Upolu und Savaiʻi ins Meer, nachdem eine abgerissene Einstiegstür das Leitwerk getroffen hatte und das Flugzeug außer Kontrolle geriet. Die drei Besatzungsmitglieder, die einen Trainingsflug vom Apia-Faleolo aus absolvieren sollten, kamen ums Leben.[29]

- Am 13. Januar 1970 geriet eine Douglas DC-3/C-47-B-45-DK der Polynesian Airlines (5W-FAC) kurz nach dem Start vom Flughafen Apia-Faleolo in eine Windscherung. Die Maschine stürzte infolge eines Strömungsabrisses ab und schlug im Meer auf. Alle 32 Insassen, drei Besatzungsmitglieder und 29 Passagiere, kamen ums Leben.[30]

- Am 20. August 1988 überrollte eine Britten-Norman BN-2 Islander (5W-FAF) bei der Landung in Asau auf der Insel Savaiʻi das Bahnende. Die Maschine wurde als Totalverlust abgeschrieben.[31]

- Am 7. Januar 1997 schlug eine De Havilland Canada DHC-6-300 (5W-FAU) bei schlechten Sichtverhältnissen nahe Apia am Berg Mount Vaea auf. Die aus Pago Pago kommende Maschine sollte planmäßig in Apia-Fagali'i landen. Aufgrund der Wetterbedingungen waren die Piloten zunächst nach Apia-Faleolo ausgewichen, wo jedoch auch keine Landung möglich war. Beim Versuch nach Apia-Fagali'i zurückzukehren, flog die Maschine in die Westflanke des Berges. Von den fünf Insassen kamen drei, ein Pilot und zwei Passagiere, ums Leben (siehe auch Polynesian-Airlines-Flug 211).[32]